# Hearts of Gold (film 1914)
Hearts of Gold è un cortometraggio muto del 1914. Il nome del regista non viene riportato nei credit del film che è interpretato da Alfred Paget.

## Produzione
Il film fu prodotto dalla Biograph Company.

## Distribuzione
Distribuito dalla General Film Company, il film - un cortometraggio in una bobina - uscì nelle sale cinematografiche statunitensi il 31 ottobre 1914.
Non si conoscono copie ancora esistenti della pellicola che viene considerata presumibilmente perduta.